# パキスタンの歴史
パキスタンの歴史（History of Pakistan）では、1947年にイギリスから独立を果たしたパキスタンの歴史について述べる。

## 歴史

### 先史時代
パキスタンにはインダス川本流の93 %があり、インダス文明の都市遺跡としてモヘンジョダロ（世界遺産）やハラッパーがよく知られている。

### 独立と第一次インド・パキスタン戦争

インド・パキスタン分離独立

1947年8月14日、イギリスより独立を果たしてパキスタンが成立した。インドとは別に独立という形になり、ムスリム多住の地域を中心に構成された。その領域は、現在のパキスタンのほか、ベンガル地方の一部（現在のバングラデシュ。後述。）を含むものであった。また、国家体制としてはイギリス国王を元首に戴く英連邦王国だった。
独立まもなく、カシミール地方の帰属を巡って、第一次インド・パキスタン戦争が勃発した。カシミール地方は、かつてジャンムー・カシミール藩王国として英領インド帝国の一部を構成しており、その藩王はヒンドゥー教徒であったが、住民の多数はイスラーム教徒という状況にあった。そのため、この地域の帰属を巡ってパキスタンとインドの間で対立が生じたことから、両国の軍隊が派遣されて第一次インド・パキスタン戦争へと至ったのである。この両者の対立は国連の仲介で停戦へと至った。

### 軍政への移行
この印パ戦争の最中、「建国の父」としてパキスタンを率いたジンナー総督が、1948年9月に死去した。さらに、リヤーカト・アリー・ハーン首相が1951年10月16日に暗殺されたことで、政局は不安定な状態へと向かっていた。
パキスタンは、インドとの対抗上大国との接近を必要とした。そのため、1954年5月にアメリカ合衆国と相互防衛援護協定を結んだことを皮切りに、同年9月にはSEATO（東南アジア条約機構、東南アジア集団防衛条約機構などとも）の一員となった。さらに1955年にはアメリカ合衆国主導の反共同盟であるMETO（中東条約機構）にも加盟した。アラブ世界では民族主義が高まり、インドが事実上、親ソビエト連邦の非同盟主義に立つ中で、アメリカ合衆国にとってもパキスタンが西側との関係を強めることは冷戦下での国家戦略上望ましいことであった。こうした中、1956年にはパキスタン・イスラーム共和国憲法が制定され、（ただし、「イスラーム共和国」と掲げているものの、憲法の内容自体は政教分離に基づいている）イギリス王冠から独立した。経済の方では五カ年計画が作られ、高度経済成長が始まると、1958年に軍事クーデタ（en:1958 Pakistani military coup）が勃発し、アユーブ・ハーンが独裁政権を樹立した。
1960年代になると、こうした外交関係に変化が生じる。1962年の中ソ国境紛争で中華人民共和国とインドに対立が起き、こうした中、アイユーブ・ハーンの軍事政権は、インドとの対抗上中華人民共和国と接近し、カシミール問題を有利に運ぼうとした（この際の交渉で外相として活躍したのが、のちに大統領となるズルフィカール・ブットーであった）。
こうして領土問題が再燃し、1965年より第二次インド・パキスタン戦争が勃発した。この際も、国連の仲裁によって停戦へと至り、1966年1月10日にソ連の調停のもとでタシュケント宣言が発表された。結局、この戦争でパキスタンは何も手にすることができなかった。この一件でアイユーブ・ハーンとブットーの関係は悪化し、外相辞任後にブットーはパキスタン人民党を結党した。

### バングラデシュの分離独立
1960年代後半になると、軍事独裁への批判などから反政府運動が高まった。その結果アイユーブ・ハーンは失脚するが、引き続きヤヒヤー・ハーンが実権を握ったため軍政は続いた。1970年11月、東パキスタンを大規模なサイクロンが襲い、30～50万人もの死者を出す大惨事となった。この際西パキスタンによる災害救助の動きが極めて鈍かったことから東パキスタンでは政権不信が爆発し、同年12月～翌1971年1月に実施されたパキスタン初の普通選挙でムジブル・ラフマン率いるアワミ連盟が東パキスタンにて地滑り的圧勝を収め（169議席中167議席）、国会全体（313議席）でも単独過半数を制した。ところがヤヒヤー・ハーンがこの結果を認めない姿勢を見せたため、東パキスタン（ベンガル地方）で反政府運動が高まった。政府がこれに対し武力鎮圧を図ったことから、パキスタンは内戦状態に陥り（バングラデシュ独立戦争）、更にインドによる軍事介入を招いて第3次印パ戦争が勃発した。この争いはインドの軍事的勝利で終結し、同年12月に東パキスタンはバングラデシュとして独立を果たした。（その後のバングラデシュについては、バングラデシュの歴史を参照のこと。）この敗戦の責を負って、ヤヒヤー・ハーン政権は崩壊し、民主化が図られた。また、1972年7月2日、パキスタンはインドとシムラー協定を結び、カシミール地方における両国の暫定的な勢力範囲を確認した。
この間、国際情勢の変化に合わせて外交関係も変化した。1960年代後半よりインドはベトナム戦争の批判などでアメリカ合衆国との関係を悪化させた上、第3次印パ戦争を有利に進めるため、ソ連とインドが友好協力条約を締結する。そのため、アメリカ合衆国はパキスタンと関係をさらに強める（ただし、第3次印パ戦争が起こった1971年は、ベトナム戦争が泥沼化していた上、いわゆる「ニクソン・ショック」も起こった年であり、パキスタンを本格的に援助することは困難であった。）。1972年にニクソン大統領が中国を訪問するなど、米中関係が大幅に改善したことにも助けられ、パキスタンは中華人民共和国・アメリカ合衆国と結びついてインドと対峙することになったのである。

### 国家のイスラーム化
ヤヒヤー・ハーン政権の崩壊後、1973年に議院内閣制に立脚する憲法が採択され、パキスタンは民政へと移行した。第三次インド・パキスタン戦争における戦後処理も進み、インド・パキスタン間の交流も再開へと向かった。1976年には国交が回復された。しかし、パキスタンの民政は長く続かなかった。
1977年、選挙で勝利したズルフィカール・ブットー率いる人民党に対して、選挙の不正を指摘した野党が大規模な抗議運動を展開した。これが暴動などの混乱を引き起こすと、ジアウル・ハック陸軍参謀長が軍事クーデタで政権を掌握し、自ら大統領に就任した。まもなくブットーを処刑し、それから約10年間軍部独裁が続くことになった。この間、ムスリム諸団体からの支持を狙い、ジャマーアテ・イスラーミー（イスラーム同盟）の代表的人物を閣僚に加えるなど、政治に対する「イスラーム原理主義」の影響力が増していった。憲法も停止され、司法面でもイスラーム化・政教一致が進んでいった。

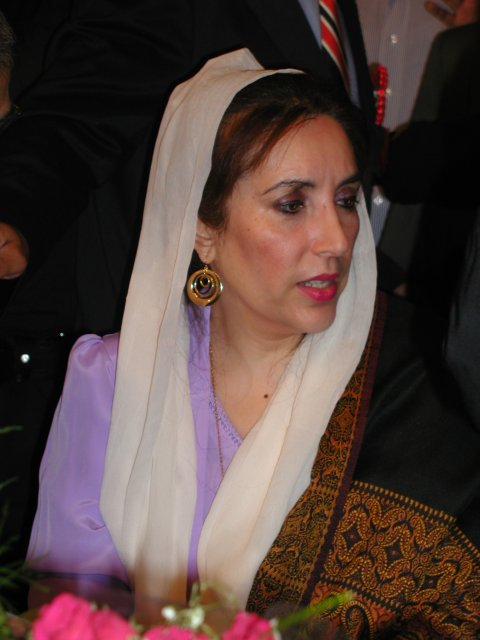
ベーナズィール・ブットー

この軍事独裁政権を維持する上で役割を果たしたのがアメリカ合衆国である。1979年、パキスタンの北西に位置するアフガニスタンにソ連軍が侵攻した（アフガニスタン紛争）。1970年代には「デタント」と称される米ソ融和が進んでいたものの、ソ連軍侵攻によりアメリカ合衆国とソ連の関係は急激に悪化し、80年代のいわゆる「新冷戦」へと突入した。この際、アフガニスタンのソ連軍を牽制するため、合衆国はパキスタンの軍事政権に大規模な援助を与え続けた。1988年、突然の飛行機事故でジアウル・ハックが死去すると、再びパキスタンは民政に戻った。総選挙の結果、かつて処刑されたブットーの娘であるベーナズィール・ブットーが首相となった。その後幾度か政権交代が起こるが、国家のイスラーム化はさらに進んでいった。
1990年代に入ると、パキスタンに核開発疑惑が浮上した。政府はこの疑惑を否定したが、原子力発電所建設を巡りフランスと交渉を行い、さらに同国から原子力潜水艦を購入するなど、その疑惑が晴れることはなかった。また、隣国の核保有国インドで、ミサイル開発・実験が推進され続けたことは、パキスタンを核保有へと走らせた大きな要因であろう。1996年には、地下核実験用の採掘作業が行われていることが報道された。同年の核実験全面禁止を定めたCTBTにも加わらなかった。（インドも同様。）
パキスタンがイスラーム色を鮮明にしていったのは、単なる「原理主義」への回帰ではなく、対外関係、とりわけインドのヒンドゥー化とも結びついている。1980年代よりインドではいわば「ヒンドゥー至上主義」が台頭し、反イスラーム感情も高まっていた。独立以来の両国間の対立構図が、宗教と結びついた形での排他的なナショナリズムを熟成させたともいえる。1998年、インドで人民党（ヒンドゥー至上主義的な政党）が政権を奪取すると、そうした傾向は一層助長され、同政権下で核実験も行われた。これに対抗してパキスタンも核実験を行い、両国の対立は核戦争の懸念まで含む深刻なものとなった。こうした状況下で、1999年にパルヴェーズ・ムシャラフによって軍事クーデターが起こされ、パキスタンは再び軍事政権に戻ることになった。
2001年の同時多発テロ事件を契機とする合衆国のアフガニスタン侵攻は、イスラーム化したパキスタンに難題を提示することになった。政教一致のイスラーム政権を標榜するパキスタンは、従来、「イスラーム原理主義」に立脚したタリバーン政権を承認する姿勢をとっていたが、インドへの対抗上、合衆国との関係悪化を避ける必要があり、合衆国の軍事侵攻を支持することを余儀なくされた。